# Llista d'alcaldes de la Roca del Vallès
Llista d'alcaldes de la Roca del Vallès:
- Francesc Sala i Estapé (1897 - 1906)
- Francesc Vilà i Xicota (1906 - 1909)
- Francesc Sala i Estapé (1909 - 1912)
- Ramon Galbany i Aregay (1912 - 1912)
- Maria Oliveras i Masjuan (1912 - 1914)
- Joan Vallhonesta i Recordà (1914 - 1916)
- Miquel Catafal i Mompart (1916 - 1918)
- Agustí Agustí i Amat (1918 - 1921)
- Ramon Galbany i Aregay (1921 - 1924)
- Josep Ametller i Puig (1924 - 1924)
- Josep Bragulat i Casellas (1924 - 1927)
- Jaume Mompart i Fortuny (1927 - 1930)
- Jaume Vilà i Soley (1930 - 1931)
- Joan Vallhonesta i Recordà (1931 - 1933)
- Joan Quintana i Mauri (1933 - 1934)
- Sadurní Pujadas i Fortuny (1934 - 1935)
- Francesc Asmarats i Simó (1935 - 1936)
- Romà Planas i Plana (1936 - 1937)
- Isidre Raimí i Jubany (1937 - 1937)
- Vicenç Gil i Macian (1937 - 1937)
- Pau Pujol i Coma (1937 - 1937)
- Conrad Gallemí i Segura (1937 - 1938)
- Vicenç Gil i Macian (1938 - 1939)
- Octavi de Ballester i Auguet (1939 - 1939)
- Joaquim Lliví i Amat (1939 - 1944)
- Josep Pujol i Recordà (1944 - 1946)
- Adelino Blasco i Ferrer (1946 - 1951)
- Pere Miró i Pujadas (1951 - 1952)
- Carles Pont i Estrada (1952 - 1964)
- Jaume Borrell i Martí (1964 - 1974)
- Diego Castells i Valls (1974 - 1975)
- Xavier Raymí i Vila (1975 - 1979)
- Francesc Mestre i Andreu (1979 - 1983)
- Joan Pujol i Alabau (1983 - 1995)
- Romà Planas i Miró (1995 - 1995)
- Salvador Illa i Roca (1995 - 1999)
- Josep Estapé i Vilà (1999 - 1999)
- Salvador Illa i Roca (1999 - 2005)
- Miquel Estapé i Valls (2005 - 2007)
- Rafael Ros i Penedo (2007 - 2015)
- Albert Gil i Gutiérrez (2015 - 2018)
- Carles Fernández i Pérez (2018 - 2019)
- Albert Gil i Gutiérrez (2019 - 2023)
- Marta Pujol i Armengol (2023-)